# Everywhere (jeu vidéo)
 (mai 2025).
Motif : jeu toujours en bêta depuis 2016
- Archive Wikiwix
- Bing
- Cairn
- DuckDuckGo
- E. Universalis
- Gallica
- Google
- G. Books
- G. News
- G. Scholar
- Persée
- Qwant
- (zh) Baidu
- (ru) Yandex
- (wd) trouver des œuvres sur Wikidata

| 1. | Préciser le motif de la pose du bandeau. | Précisez le motif de la pose du bandeau en utilisant la syntaxe suivante : {{admissibilité à vérifier\|date=juin 2025\|motif=remplacez ce texte par le motif}}                              |
| 2. | Informer les utilisateurs concernés.     | Pensez à avertir le créateur de l'article, par exemple, en insérant le code ci-dessous sur sa page de discussion : {{subst:avertissement admissibilité à vérifier\|Everywhere (jeu vidéo)}} |

Everywhere est un futur jeu en ligne massivement multijoueur et une plate-forme avec un système de création de jeux intégré développé par Build a Rocket Boy, un studio fondé par Leslie Benzies.

## Système de jeu
Les joueurs commencent dans la ville d'Utropia, où ils accèdent à différentes expériences, telles que les biomes entourant la ville, différents modes de jeu, les environnements générés par les utilisateurs appelés ARC ou le jeu MindsEye (développé par Build A Rocket Boy). Chacune de ces expériences est accessible via des portails dans Utropia City ou le menu EVERYWHERE. Everywhere se déroule dans un monde ouvert composé d'Utropia City et de quatre biomes. Alors que l'Utropia est une zone de sécurité, les biomes ont des éléments PVP et PVE.
Il existe quatre modes de jeu, connus sous le nom de districts : Racing District, un mode de jeu de course d'arcade ; Entertainment District, doté d'une galerie d'art ; Combat District, un mode de tir à la troisième personne ; et The Collection, utilisé pour accéder et acheter du contenu généré par les utilisateurs. Le jeu dispose d'un environnement d'édition connu sous le nom de « Arcadia », qui comprend une bibliothèque de composants réutilisables, appelés Stamps, qui peuvent être utilisés pour créer des objets et des expériences virtuels,.

## Développement
Conceptualisé en 2016, le jeu a commencé à être développé sur Amazon Lumberyard avec une équipe de trois anciens employés de Rockstar North - Leslie Benzies, Matthew Smith et Colin Entwistle - qui est depuis passée à 400 employés en juillet 2022,.
Build a Rocket Boy développe Everywhere à partir de studios basés à Édimbourg, Budapest et Montpellier.
En novembre 2020, le studio a annoncé qu'il avait déplacé le développement vers le moteur Unreal.
En août 2022, une bande-annonce a été présentée à la Gamescom 2022. Le jeu devait initialement sortir en 2023. Une session alpha jouable sur invitation uniquement s'est déroulé sur Windows du 5 au 18 décembre 2023.
Le 18 juin 2024, la version bêta de Builders a été publiée pour Windows. Il s'agit d'une version bêta fermée pour tester ARCADIA, le système utilisé pour créer des environnements et des composants générés par les utilisateurs.